# シアター・オブ・サルヴェイション
『シアター・オブ・サルヴェイション』（Theater of Salvation）は、ドイツのパワーメタルバンド・エドガイが1999年に発表した、自主制作盤を除けば3作目のスタジオ・アルバム。

## 解説
前作までベースも兼任していたトビアス・サメットが、本作よりボーカルとキーボードのみ担当するようになる。前作『ヴェイン・グローリー・オペラ』（1998年）のレコーディング後に加入したトビアス・エクセルとフェリックス・ボーンケが参加した初のアルバムである。
本作は母国ドイツのアルバム・チャートで66位に達し、自身初のトップ100入りを果たした。音楽評論家のデヴィッド・ホワイトはオールミュージックにおいて「このアルバムには悪い曲どころか平凡な曲も見当たらない」「このアルバムは少なくとも、ネオクラシカルメタルというジャンルにおける名作として記憶に残ることを運命づけられている」と評している。

## 収録曲
特記なき楽曲はトビアス・サメット作。作詞は全曲ともサメットによる。
1. ヒーリング・ヴィジョン "The Healing Vision" – 1:12
2. バビロン "Babylon" – 6:09
3. ヘッドレス・ゲーム "The Headless Game" – 5:30
4. ランド・オブ・ザ・ミラクル "Land of the Miracle" – 6:32
5. ウェイク・アップ・ザ・キング "Wake up the King" – 5:43
6. フォーリング・ダウン "Falling Down" – 4:35
7. アロウズ・フライ "Arrows Fly" (Tobias Sammet, Jens Ludwig) –5:03
8. ホーリィ・シャドウズ "Holy Shadows" – 4:30
9. アナザー・タイム "Another Time" – 4:07
10. アンビリーヴァー "The Unbeliever" (T. Sammet, J. Ludwig) – 5:47
11. シアター・オブ・サルヴェイション "Theater of Salvation" – 12:33

### 日本盤ボーナス・トラック
1. トレイス・オブ・ライフ "For a Trace of Life" – 4:15
2. ウォーク・オン・ファイティング（ライヴ・イン・ミラノ） " Walk on Fighting (live) " – 5:41
3. フェアリーテイル（ライヴ・イン・ミラノ） "Fairytale (live)" – 6:22

## 参加ミュージシャン
- トビアス・サメット  ボーカル、キーボード
- イェンス・ルドヴィグ - ギター
- ディルク・ザウアー - ギター
- トビアス・エクセル - ベース
- フェリックス・ボーンケ - ドラムス

アディショナル・ミュージシャン
- フランク・ティッシャー - ピアノ(on #1, #4)、キーボード(#1, #11)
- Daniel Gallmarini - ピアノ(on #9)
- Ralf Zdiarstek - バッキング・ボーカル
- Markus Schmitt - バッキング・ボーカル
- Mark Laukel - バッキング・ボーカル
- Uwe Ruppel - バッキング・ボーカル
- Timo Ruppel - バッキング・ボーカル
- Norman Meiritz - バッキング・ボーカル